# Chrysler Neon
El Dodge Neon (también conocido como Chrysler Neon) es un automóvil de turismo del segmento C producido por el fabricante estadounidense Dodge, división de Chrysler entre 1994 y 2005; y desde 2016 hasta su renovada generación de 2021.

## Primera generación (1995-1999)

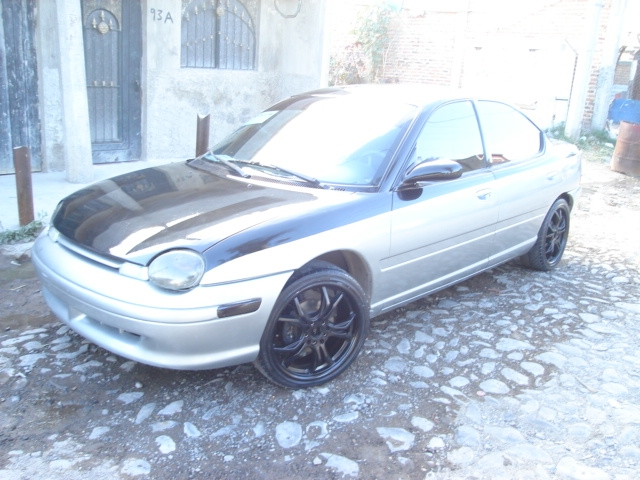
Modelo 1996.

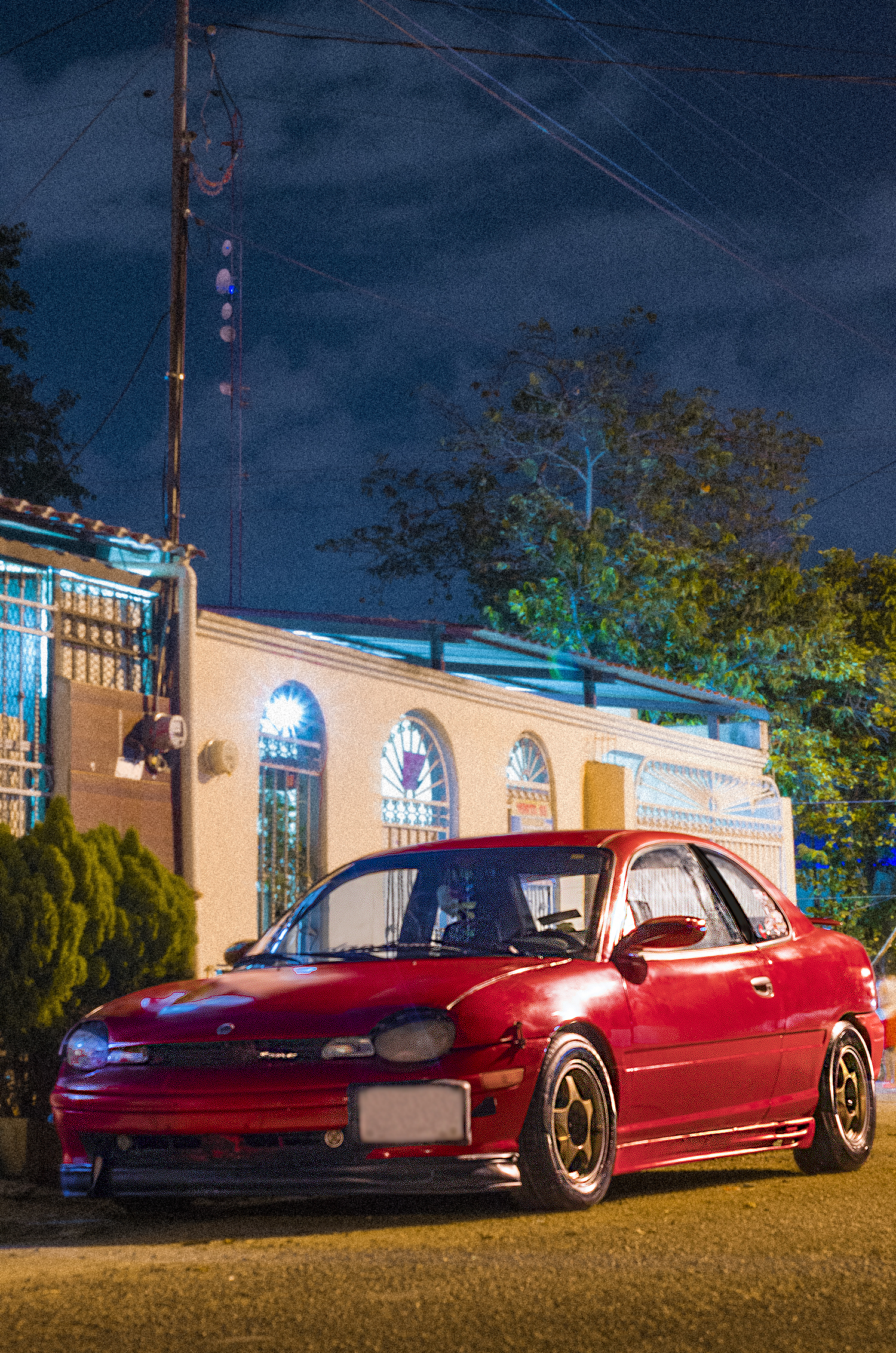
Coupé de 1998.

La primera generación, denominada también Plymouth Neon y Dodge Neon en su país de origen, tuvo como objetivo sustituir al Plymouth Sundance y el Dodge Shadow, respectivamente, modelos que aparecieron en 1986.
En Europa, el Chrysler Neon no sustituye a ninguno de ambos modelos porque no se han importado oficialmente.
En su llamativa y juvenil estética, en comparación con otro sedanes de la época que se destacaron, aparte de sus faros redondos, su largo y bajo cofre delantero combinado con un corto y elevado tercer volumen que hicieron a su silueta parecerse a un cupé. En los Estados Unidos había disponible una carrocería de dos puertas aparte de la berlina de cuatro.

Inicialmente, estuvo disponible con un motor de gasolinas de cuatro cilindros y 2.0 litros de cilindrada que entregaba 120 CV, asociado a una caja de cambios manual de 5 velocidades o automática de 3 velocidades 31TH/A413. En 1996, el motor fue reforzado, alcanzando su potencia máxima de 132 CV para la versión de árbol de levas sencillo superior y 150 CV para la versión de árbol de levas superior doble. La gama de motores se completó en 1998 con la aparición de la versión 1.8 de 115 CV (sólo en Europa), que disminuyó la mayoría de los consumos significativamente a costa de una ligera pérdida de prestaciones.

### En Argentina
Tras haberse retirado de Argentina en 1980, Chrysler retornó a este país en 1996, inaugurando una nueva planta de producción en 1997 donde se fabricaban las camionetas Jeep Cherokee y Jeep Grand Cherokee. La oferta presentada por la Nueva Chrysler en Argentina, consistió en ofrecer sus productos variando de marcas según el segmento. De esta forma, los automóviles de turismo y minivan eran ofrecidos bajo la marca Chrysler, los vehículos de trabajo bajo la marca Dodge y los SUV bajo la marca Jeep. En este aspecto, la gama de automóviles estaba constituida por los modelos Neon y Dodge Stratus. En el caso del Neon, el mismo pasó a ocupar la franja de los automóviles medianos, siendo importado desde Graz, Austria.

## Segunda generación (2000-2005)
Para el 2000, Chrysler decide reforzar el Neon con un aspecto totalmente nuevo y renovado, que le llevaría a un lavado facial y propulsar las ventas de este coche. Chrysler con su tendencia "avance de cabina", que consiste en ofrecer mayor espacio interior para los pasajeros y un maletero de mayores dimensiones. En el frontal no se aprecian grandes cambios, por el contrario, la frontal casi se ve igual, aunque sí registra ligeras modificaciones. En el resto de la carrocería, se perciben a primera vista las nuevas luces traseras embutidas en los bordes, y de ver los detalles, pueden notarse los cambios en las puertas que ya tienen marcos. Para el diseño y el desarrollo del Neon, se usó el sistema CATIA, mediante del que se unifican las áreas de ingeniería, proveedores y manufactura. En solo 28 meses y con una inversión de 700.000.000 dólares, Chrysler lanza este modelo al mercado. El nuevo Neón es ligeramente más largo, ancho y alto que la versión precedente, así que ofrece más espacio interior, una distancia entre ejes mayor y un aumento en la amplitud de la trocha con lo que, unido a la posición de las ruedas, casi en los bordes mantiene la estabilidad que lo ha caracterizado. En su geometría, la suspensión es similar a la del anterior, pero adaptada al nuevo bastidor. Para mayor confort en la marcha, se han incorporado espirales más suaves, lo que ha sido compensado con amortiguadores más firmes y unas nuevas barras estabilizadoras más gruesas. La suspensión es ahora un centímetro más alta para separarla algo más de la carrocería.
Los asientos también han recibido algo más de altura, lo que les hace no sólo más confortables, sino que permiten una mejor visibilidad. Además, en el asiento trasero se agregaron los apoya-cabezas.
El propulsor es el mismo. Un motor 2.0 litros, 16 válvulas con solo un árbol de levas a la cabeza, que desarrolla 150 caballos de potencia a 5600 rpm y 130 libras/pie de torque a 4600 rpm. En la versión actual tanto la potencia como el torque se alcanzan a menores revoluciones por minuto, con la ventaja de que el 90% de ese torque está disponible a partir de las 2000 revoluciones por minuto. Chrysler continúa ofreciendo dos tipos de transmisión: una sincrónica de cinco velocidades hacia adelante, y otra automática de 3 velocidades 31TH, que fue reemplazada por la electrónica de 4 velocidades 41TE. La inversión en la planta fue de 3.000.000 de dólares, que mayormente se hicieron en equipos en el área de armado, en la línea de ensamblaje. La inversión total se sitúa entre 10~15 millones de dólares para producir este modelo en el país (Venezuela).[cita requerida]
Para el año 2003 el Chrysler Neon pasa de ser vendido en Latinoamérica de Chrysler Neon a Dodge Neon, (en México fue vendido desde 1998), viniendo consigo un cambio sutil en la estética del vehículo, el chasis quedó completamente igual al de 2G (2000~03), pero le cambiaron algunas cosas como las defensas, el cofre y los bordes delanteras y los faros traseros. También fueron vendidos durante esos años las versiones SXT, R/T y la SRT-4, fabricada entre 2003~05. Estos modelos tenían un diseño más agresivo y una estética diferente al Chrysler Neon normal como: un cofre especial con entrada de aire para enfriar el turbo cargador, defensa trasera y delantera especial con un espóiler o un ala trasera más grande; también en el SRT-4 se introdujo un nuevo motor el cual podía llegar a los 280 km/h y acelerar entre 0-100 kilómetros por hora en 5,5 s.
Para el SRT-4, Dodge utilizó un motor de cuatro cilindros, DOHC con 2.4 litros del PT Turbo, que por sí mismo es una versión con carrera larga del motor básico Neon de 2.0 litros; luego aplicó considerable presión (un aumento de 0,845 kilogramos por centímetros cuadrados) usando un turbo cargador Mitsubishi TD04LR-16GK. El calor del turbocargador se disipa por un inmenso interenfriador Valeo de aire a aire, del tamaño de un radio portátil de “rockola”, con siete filas de alto flujo y un sistema de escape sin silenciador que solo utilizó 2 resonadores, con lo cual consiguió darle un sonido característico al motor de este auto. El motor de 2.4 litros Turbo utilizado en el Dodge Neon SRT-4 es considerado uno de los mejores construidos por Dodge. Tuvo especificaciones y materiales de alta calidad como: válvulas de escape fabricadas con Inconel, pistones hipereutécticos, un sistema de enfriamiento de pistones por medio de chorros a presión de aceite a la cara inferior del mismo, cámaras pentagonales de combustión hemi con un diseño no obstrusivo para las válvulas, con lo que si se avería en la banda del tiempo, los pistones no las dañan y muchos otros detalles más. 
El Chrysler Neon SRT-4 es, hasta la fecha, uno de los vehículos de 4 cilindros más rápidos del mundo.[cita requerida]

## Tercera generación (2017-presente; México y Dubái)

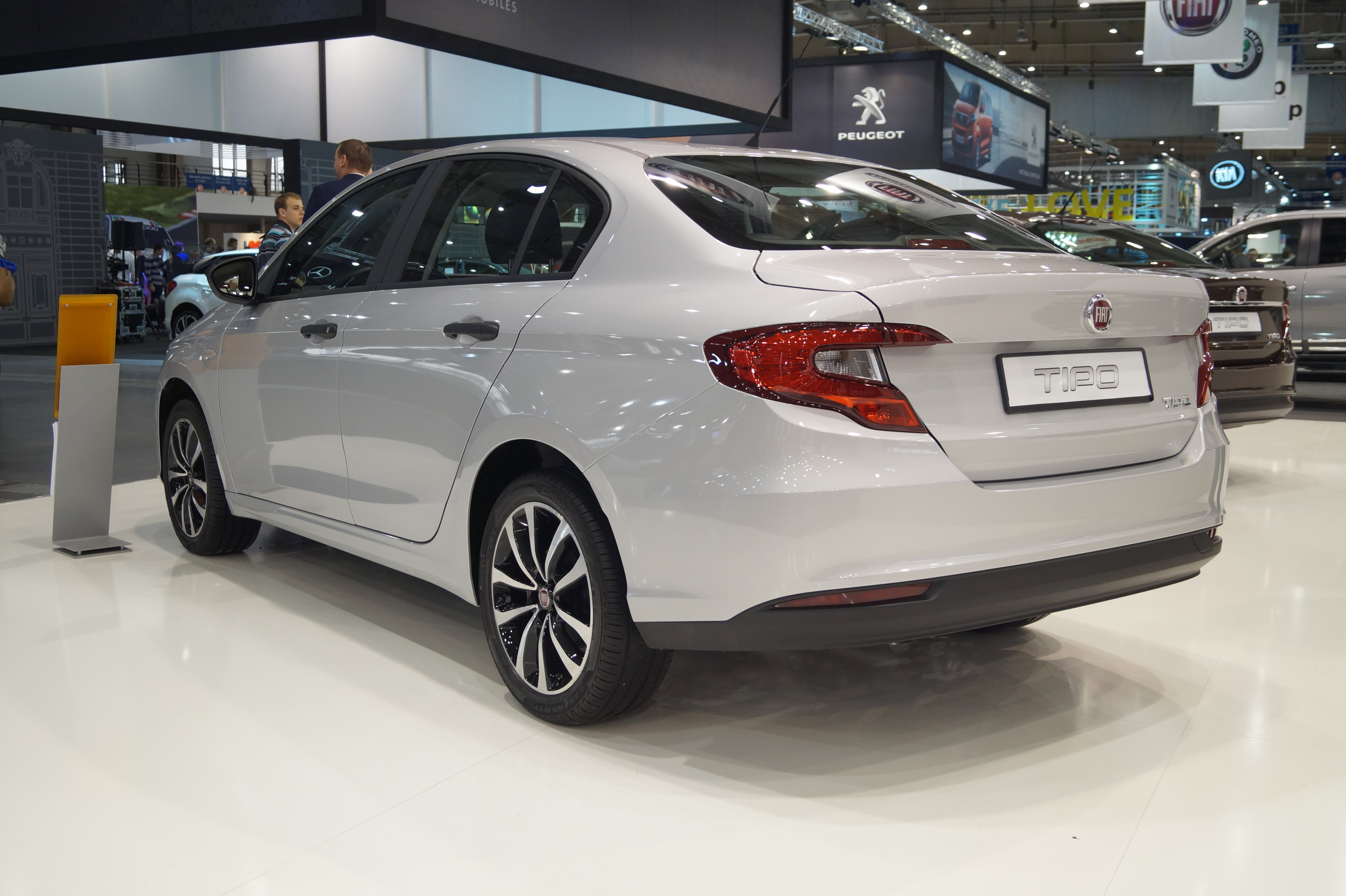
Fiat Tipo sedán

La tercera generación del nuevo Dodge Neon está basado en la berlina Fiat Tipo II, que se comercializa en mercados europeos y árabes en carrocería sedan y solamente para mercados de México y Dubái se comercializará como Dodge Neon. Hay dos opciones de motores disponibles:
- Motor 1.4L: de 95 caballos de fuerza y 94 pies por libra de torque con trasmisión manual.
- Motor 1.6L: EtorQ con 110 caballos de fuerza y 112 pies por libra de torque con transmisión automática de 6 velocidades "Autostick".

Los frenos con sistema ABS frenan correctamente su gran peso; en el eje trasero son frenos de tambor en vez de disco, son ruidosos al frenar de emergencia y hacen a su frenada ser muy picada a pesar de no hacerla inestable.
Su versión más básica SE de 1.4 L, tiene rines de acero con tapones en 16 pulgadas, así como la más básica de 1.6L automática. La versión tiene rines de 16 pulgadas en aluminio y la versión SXT Plus, que es la más equipada con rines de 17 pulgadas.
El equipamiento estándar cuenta con:
- Sistema de frenos ABS.
- Control de tracción y de estabilidad.
- Aire acondicionado (climatrónico) manual.
- Dobles bolsas de aire frontales.
- Radio AM/FM con auxiliar Bluetooth y pantalla de 4 pulgadas (10,2 cm).

El equipamiento más avanzado consta de: 
- Computadora de viaje de 3,5 pulgadas (8,9 cm).
- Aire acondicionado digital.
- Asistente de arranques en pendientes.
- Sensor de presión de llantas.
- Controles de audio al volante.
- Control de velocidad crucero en el volante.
- Sistema de infoentretenimiento con pantalla a color de 5 pulgadas (12,7 cm).
- Faros antiniebla.
- Sensor de lluvia para limpiaparabrisas.
- Volante forrado con piel.
- Espejo retrovisor electrocromático.
- Manijas de apertura de puertas cromadas.
- Asiento de conductor con sistema Lumbar
- Apoyabrazos central trasero, rebatible.
- Bolsas de aire laterales tipo cortina.
- Sensor de Reversa.
- Cámara de reversa.
- Sistema de navegación.[cita requerida]